# Cytaea levii
Cytaea levii là một loài nhện trong họ Salticidae.
Loài này thuộc chi Cytaea. Cytaea levii được Peng & Li miêu tả năm 2002.